# رباط معلق للقضيب
رباط معلق للقضيب (بالإنجليزية: Suspensory ligament of penis)‏ هو رباط معلق في الذكور، حيثُ يرتبط بالارتفاق العاني، ويربط القضيب بالقُرب من العظم العاني ويدعمه عندَ الانتصاب.

## معرض الصور

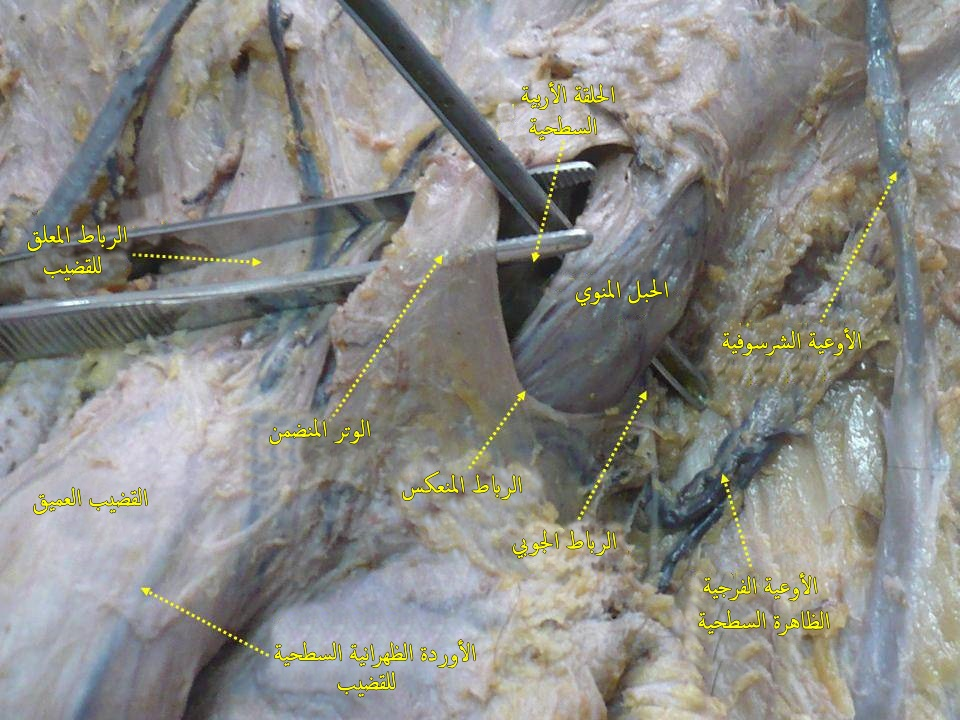
مشهد أمامي يحتوي على مقطع مُتوسط لجدار البطن الأمامي.
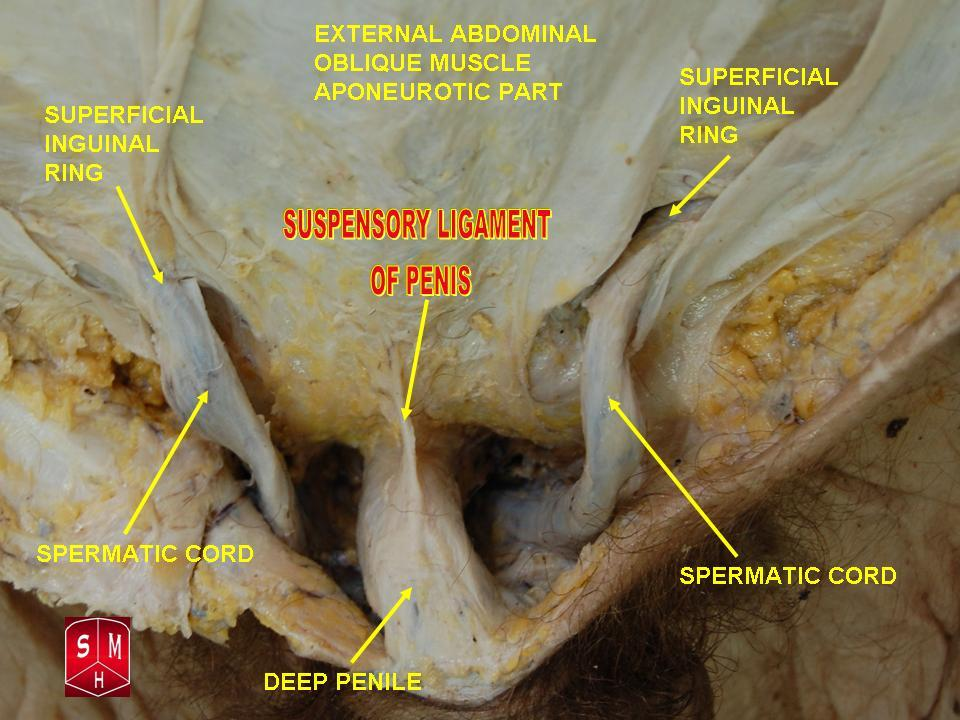
الرباط المعلق للقضيب.

## روابط خارجية
- مقطع عرضي - مختبر التلدين، جامعة فيينا الطبية. pelvis/pelvis-e12-15